# Dreipersonenstück
Ein Dreipersonenstück ist ein Theaterstück mit drei Schauspielern.

## Liste von Dreipersonenstücken (Auswahl)
- Samuel Beckett: Kommen und Gehen[2]
- Samuel Beckett: Spiel[2]
- Ulla Berkéwicz: Nur wir[2]
- Thomas Bernhard: Vor dem Ruhestand[2]
- Thomas Bernhard: Ritter, Dene, Voss[2]
- Thomas Bernhard: Am Ziel
- Toni Bernhart: Martinisommer
- Edward Bond: September[2]
- Edward Bond: Wer da?[2]
- Thomas Brasch: Mercedes (1988)[2]
- Howard Brenton: Sore Throats
- Claudia Dey: Forelle Stanley
- Carl Djerassi: Ego (Bearbeitung von Marx, verschieden)
- Cornelia Dörr: Dreileben – Ein Stück übers Sterben
- Dirk Dobbrow: Diva[2]
- Tankred Dorst: Ich, Feuerbach[2]
- Friedrich Dürrenmatt: Play Strindberg
- Marguerite Duras: Die Englische Geliebte[2]
- Marguerite Duras: Die Kommunisten[2]
- Marguerite Duras: Seen und Schlösser[2]
- Marguerite Duras: Yes, vielleicht[2]
- Marguerite Duras: Shaga[2]
- Athol Fugard: The Road to Mecca
- Michael Frayn: Kopenhagen
- Werner Fritsch: Heilig Heilig Heilig[2]
- Johannes Galli: Der Beziehungscoach
- Daniel Glattauer: Die Wunderübung
- Johann Wolfgang von Goethe: Scherz, List und Rache (Oper)
- Klaus Händl: Dunkel lockende Welt
- Martin Heckmanns: Das wundervolle Zwischending[2]
- Amos Kenan: Der Löwe[2]
- Jan Hellstern: Lulaland
- Hanns Kräly: Wilde Orchideen (Film)
- Franz Xaver Kroetz: Heimarbeit
- Jonathan Larson, David Auburn: Tick, Tick... BOOM! (Musical)
- Cesare Lievi: Fotografie eines Raums[2]
- Hans Günter Michelsen: Frau L.[2]
- Hans Günter Michelsen: Dann[2]
- Joyce Carol Oates: Die Beute[2]
- Véronique Olmi: Magali[2]
- Albert Ostermaier: Auf Sand[2]
- Tom Peuckert: Luhmann[2]
- Heidi von Plato: Exit[2]
- Roman Polański: Das Messer im Wasser
- Nelly Sachs: Abschieds-Schaukel[2]
- Nelly Sachs: Beryll sieht in der Nacht[2]
- Nelly Sachs: Der Stumme und die Möve[2]
- Günter Senkel, Feridun Zaimoglu: Casino Leger
- George Bernard Shaw: Augustus tut was er kann[2]
- George Bernard Shaw: Eine musikalische Kur oder Reginalds Traum[2]
- Lukas B. Suter: Sushi[2]
- August Strindberg: Der Todestanz I[2]
- Karl Schönherr: Der Weibsteufel (1914)
- August Strindberg: Fräulein Julie[2]
- José Triana: Die Nacht der Mörder[2]
- Lot Vekemans: Truckstop
- Oscar Wilde, Alexander von Zemlinsky: Eine florentinische Tragödie (Originaltitel: A Florentine Tragedy)[2]
- Frank Wildhorn, Leslie Bricusse: Jekyll & Hyde (Musical in der Bearbeitung als Dreipersonenstück 2006)
- Robert Wolf: Kopfäktschn[2]
- Robert Wolf: Die Unterschrift[2]
- Robert Wolf: Wach auf, mein Engel[2]
- Robert Wolf: Im Club der einsamen Herzen[2]

### Theaterverlage (Auswahl)
Einige Theaterverlage bieten auf ihren Webseiten Suchfunktionen für Stücke nach Anzahl und Geschlecht der Schauspieler:
- Jussenhoven & Fischer
- Plausus Theaterverlag
- Rowohlt Theaterverlag
- Suhrkamp: Dreipersonenstücke
- Theaterverlag Hofmann-Paul
- Theaterstückverlag
- Verband deutscher Bühnen- und Medienverlage - VDB
- Verlag der Autoren